# 苗栗縣歷史
依據考古學家的研究，苗栗地區在史前時期已有先民在此生活，並留下許多歷史遺跡。一千多年以前，台灣原住民移居此地，苗栗地區成為平埔族道卡斯族的生活範圍。自17世紀中葉起，漢人開始移入屯墾，原住民被迫同化或向高山遷移。明鄭時期，苗栗地區歸屬天興縣管理。清治時期，天興縣改稱為諸羅縣。1889年（清光緒15年），始設苗栗縣。1895年日本統治台灣後，苗栗縣遭廢除。1901年到1908年間，另置苗栗廳，在日治時期行政單位與名稱屢有變遷。1950年台灣施行地方自治後，苗栗縣恢復設置，其行政區域沿用至今。

## 史前時期
根據考古學家的研究，(苗栗)地區最早的史前先民活動遺跡為鯉魚潭水庫地區發現「伯公壟文化」，年代約在10,000年前至3,700年前，屬於舊石器文化遺址，也是台灣己發現的少數萬年先民遺址之一。從各種石器和陶片等器物研判，先民的生活型態是以農業為主，但兼有漁、獵等生活方式。由於大部分出土的器物材質並非本地原產，可見得他們已經有基本的商業交易行為。
另外，位於竹南鎮的「山佳遺址」則是桃竹苗地區最早發現，也是面積最大的史前遺址。年代於在3,200年前至2,000年前，屬於新石器時代晚期的遺址，具有重要價值。縣政府文化局已將該遺址列管，並調查設置「遺址公園」的可行性。
一千多年以前，台灣原住民移居此地後，苗栗地區成為平埔族道卡斯族諸社的活動範圍。

## 明鄭時代
苗栗在荷西時代，是一個尚未開發一片荒蕪的地區，直到明末清初才有漢人登入開發。據《苗栗縣志》記載，1669年，鄭經命劉國軒經略「蓬山八社」及「後壠五社」，悉歸服，是為苗栗歸明鄭統治之始。
當時的「蓬山八社」包括大甲西社（今台中市大甲區、大安區）、大甲東社（今台中市外埔區）、日南社（今台中市大甲區）、雙寮社（今台中市大甲區）、貓盂社（今苗栗縣苑裡鎮）、房裡社（今苗栗縣苑裡鎮）、苑裡社（今苗栗縣苑裡鎮）及吞霄社（今苗栗縣通霄鎮），整體範圍大致為今苗栗縣西南地區及台中市西北地區；而「後壠五社」則包括後壠社（今苗栗縣後龍鎮）、中港社（今苗栗縣竹南鎮）、新港社（今苗栗縣後龍鎮]]）、貓裏社（今苗栗市中南部）及加志閣社（今苗栗市北部），整體範圍大致為今苗栗縣北部及中部地區。

## 清領時期
1878年，增設臺北府，劃淡水廳為淡水、新竹兩縣，歸臺北府管轄。新竹縣中有竹南二堡、與竹南三堡、與竹南四堡（今大甲地區）。
清光緒15年（1889年）臺北府新竹縣分拆為兩縣之際，將新的縣治「貓裡」改為近音雅字之苗栗，以作為新的縣名、堡名及街名。清代當時的苗栗縣轄有苗栗一堡（又稱「苗栗堡」，未建縣之前為「竹南二堡」）、苗栗二堡（又稱「吞霄堡」，未建縣之前稱為「竹南三堡」）
、苗栗三堡（又稱「大甲堡」，未建縣之前稱為「竹南四堡」）），居民大多由廣東、福建移民而來，以客家人居多。

## 日治時期
明治28年（1895年，光緒21年）日本領台後，以清政府所用的台灣省下轄三府一直隸州，分設三縣一廳，台北縣、台灣縣、台南縣和澎湖廳，將中港以南的地方併歸台灣縣，縣之下置支廳，苗栗改設苗栗支廳，明治28年8月，台灣總督府針對接管上之困難，需要軍方在地方治理上的配合，將台灣縣、台南縣改設台灣民政支部、台南民政支部，民政支部之下置出張所，苗栗支廳改設苗栗出張所。
明治29年(1896年)3月，總督府評估全台民情趨於穩定，於是恢復三縣一廳，台灣縣改為台中縣，「出張所」也恢復為「支廳」，為台中縣苗栗支廳。
明治30年（1897年）5月，改設六縣三廳，下屬機構「支廳」廢止，改設「辦務署」，原臺中縣分劃出新竹縣，轄七個辦務署，苗栗地區設有苗栗、苑裡、頭份辦務署。然而此行政結構，卻受限總督府財政困難，又將獨立出來的三個縣予以回併，形成三縣三廳的行政區，苗栗為「台中縣」「苗栗辦務署」。
明治34年1901年11月，以第二〇二號修正地方相關規程，廢止縣及辦務署，全臺置二十廳，改苗栗辦務署為苗栗廳，下轄大湖、三叉河、後龍、通霄、大甲等五支廳，頭份、南庄兩支廳為新竹廳所轄。
明治42年(1909年)10月，將全臺二十廳併為十二廳，苗栗廳併歸新竹廳，設中港支廳、南庄支廳、苗栗支廳、後龍支廳、通霄支廳、三叉河支廳、大湖支廳。
大正9年（1920年）7月，重新劃分全臺為五州、三廳，合併新竹廳、桃園廳部分為新竹州，下置八郡，苗栗地區包括苗栗郡、大湖郡、竹南郡，郡下設街庄，州治設於新竹街，昭和5年（1930）新竹街升格為新竹市，中正路為城市軸線。

## 民國時期
1945年，國民政府接管台灣，將原新竹州之新竹、桃園、苗栗等地改置為「八區一市」，設置新竹縣政府，並設縣治於桃園，苗栗地區則改為「苗栗區」。1950年調整行政區域，分置桃園、新竹、苗栗三縣，苗栗縣正式恢復至今。
早期苗栗陶瓷非常興盛，七十年代迅速發展，八十年代創造了外銷黃金期，一度被冠以「裝飾陶瓷王國」的封號。

## 外部與參考連結
- 苗栗歷史老照片
- 苗栗縣政府國際文化觀光局
- 苗栗縣政府 （页面存档备份，存于）
- 苗栗縣鄉土教材--皮皮遊苗栗